# Ozraptor
Ozraptor là một chi khủng long, được J. A. Long & Molnar mô tả khoa học năm 1998.